# مرتسیش
مرتسیش (به آلمانی: Merzig) شهری در ایالت زارلند در کشور آلمان است.